# Carcelia nitidapex
Carcelia nitidapex är en tvåvingeart som först beskrevs av Mensil 1953.  Carcelia nitidapex ingår i släktet Carcelia och familjen parasitflugor. Inga underarter finns listade i Catalogue of Life.